# Łubienica
Łubienica (prononciation : [wubjɛˈnit͡sa]) est un village polonais de la gmina de Pokrzywnica dans le powiat de Pułtusk de la voïvodie de Mazovie dans le centre-est de la Pologne.
Il se situe à environ 6 kilomètres au nord-est de Pokrzywnica (siège de la gmina), 6 kilomètres au sud de Pułtusk (siège du powiat) et à 49 km au nord de Varsovie (capitale de la Pologne).
Le village compte approximativement une population de 85 habitants en 2009.

## Histoire
De 1975 à 1998, le village appartenait administrativement à la voïvodie de Ciechanów.